# Billy Conn
Billy Conn (* 8. Oktober 1917 in Pittsburgh, Pennsylvania als William David Conn; † 29. Mai 1993 ebenda) war ein US-amerikanischer Boxer.

## Karriere

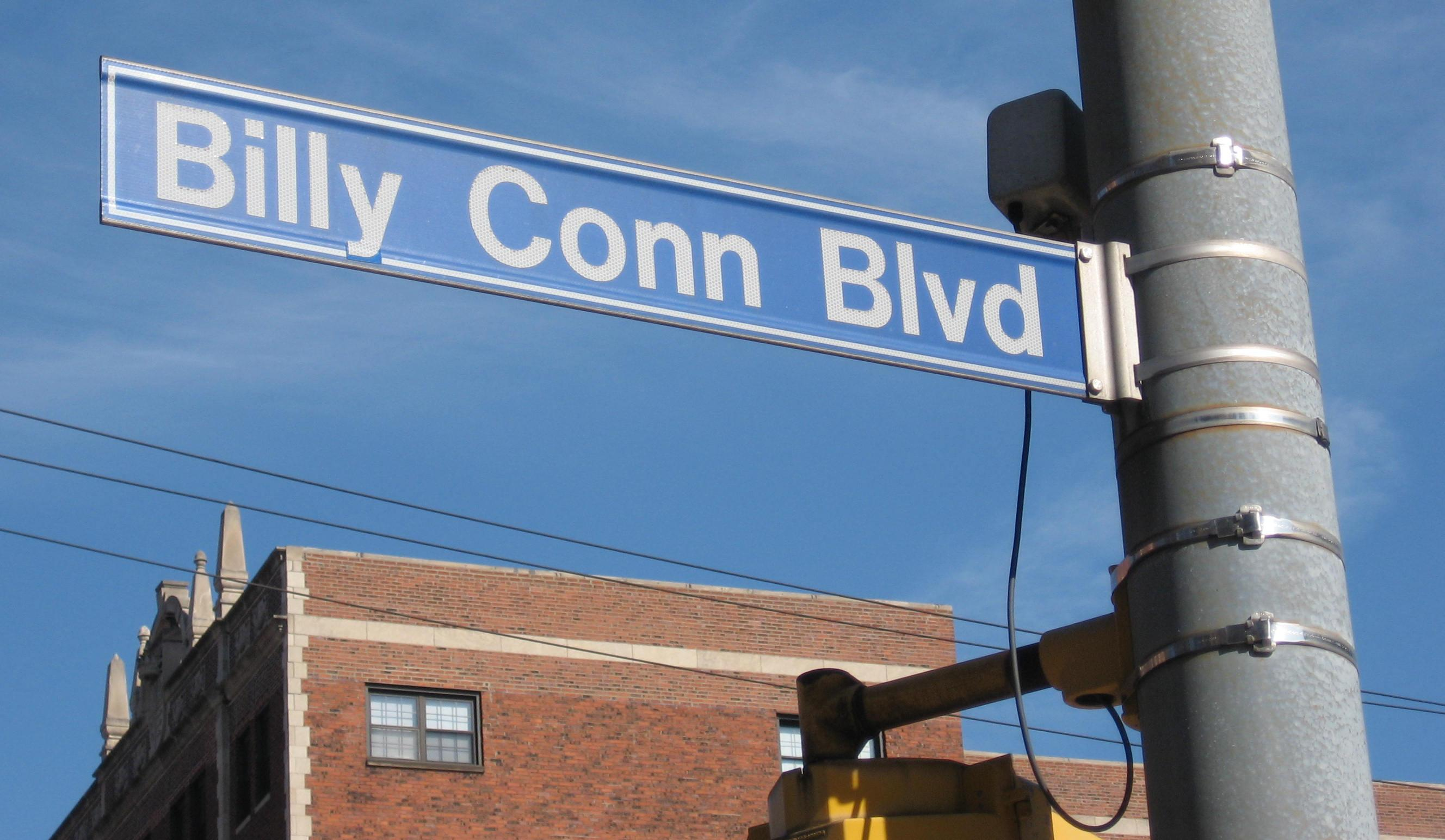
Billy Conn-Straßenschild

Der irischstämmige Conn, ein Konterboxer aus Pittsburgh, wurde 1934 Profi, verlor jedoch sieben seiner ersten fünfzehn Kämpfe. Er begann im Leichtgewicht und stieg im Welter- und Mittelgewicht durch Siege über Fritzie Zivic, Vince Dundee und Teddy Yarosz in die Weltklasse auf. Den Mittelgewichtler Fred Apostoli besiegte er 1939 zweimal.
Im Juli 1939 gewann er im Halbschwergewicht durch einen Punktsieg über Melio Bettina den vakanten Weltmeistertitel und verteidigte ihn anschließend im Rückkampf gegen Bettina und in zwei Kämpfen gegen Gus Lesnevich. 1940 besiegte er Bob Pastor und Lee Savold. Anschließend wechselte er in das Schwergewicht.
Am 18. Juni 1941 kam es schließlich zum Aufeinandertreffen mit dem Schwergewichtsweltmeister Joe Louis, Conns berühmtester Kampf. Er lag zu Beginn der dreizehnten Runde nach Punkten vorn, wurde dann aber zu übermütig und verlor den Kampf noch durch KO.
Er besiegte 1942 den Mittelgewichtler Tony Zale und war anschließend vier Jahre inaktiv. 1946 kehrte er für einen Rückkampf gegen Louis in den Ring zurück, bot jedoch eine schwache Leistung und ging in der achten Runde KO. Im Jahr 1948 bestritt er noch zwei weitere Kämpfe und beendete dann schließlich seine Karriere.
1990 fand Conn Aufnahme in die International Boxing Hall of Fame.